# Arnar Darri Pétursson
Arnar Darri Pétursson (født 16. marts 1991) er en islandsk fodboldspiller der spiller for den islandske klub Þróttur som målmand.

## Karriere
Pétursson blev hentet til FC Lyn i marts 2008 fra den islandske klub Stjarnan AC, idet at Lyn kun havde en målmand i truppen efter slaget af Johan Dahlin. Pétursson fik debut i Tippeligaen den 3. august 2009 mod SK Brann. Han nåede at spille fem kampe for Lyn i 2009.
Den 1. juli 2010 blev han sendt til træning i danske SønderjyskE, og skrev kort efter under på en 2-årig kontrakt med klubben. I slutningen af april 2012 blev Péturssons kontrakt med sønderjyderne ophævet efter spilleren ønske. Dette skete efter at han var blevet tredjemålmand efter Nathan Coe og Kenneth Stenild. Arnar Pétursson rejste derefter tilbage til barndomsklubben Stjarnan. Han nåede ikke at spille kampe i Superligaen.